# Quimiostato
Un quimiostato es un tanque de producción que mantiene el crecimiento bacteriano en la fase de crecimiento exponencial.
Las bacterias en este caso suelen tener un fin industrial, como es la producción de antibióticos.
Para ello, este aparato retira los excesos de producción bacteriana (antibiótico), además de otros productos que pudiesen resultar tóxicos para la propia bacteria, fruto de su propio metabolismo. Además, hay un continuo aporte de nuevo material para que pueda ser utilizado por las bacterias.
Velocidad de flujo
Si se aumenta la velocidad de flujo se produce un lavado del cultivo, mientras que si se disminuye se produce muerte bacteriana por inanición.
Concentración de nutriente limitante
Al aumentar la concentración de nutriente limitante, aumenta la densidad del cultivo bacteriano y viceversa.
- Datos: Q902311
- Multimedia: Chemostato / Q902311